# 政治極化
在政治領域，政治極化是指群体政治态度在意識形態方面偏离中间派，走向“極端化”的过程。
一般而言，政治学中大多数关于政治极化的讨论都是在具有多个政党和保有民主政府制度的背景下考虑的，在大多数两党制國家中，政治极化是該國二元政治意识形态對立的体現。然而，一些政治学家断言，当代政治极化可能较少取决于左翼-右翼维度的政策差异，而是越来越多地取决于其他分歧，如宗教对世俗，民族主义对国际主义，传统对现代，或农村对城市。